# أحمد جعفر علي
أحمد جعفر علي (مواليد 14 مايو 1995) لاعب كرة قدم بحريني يلعب حاليا لصالح نادي الدرجة الأولى الأهلي البحريني في مركز الجناح الأيمن من 2013.

## منتخب البحرين
شارك أحمد مع منتخب البحرين الأولمبي.

## الإنجازات
- كأس الاتحاد البحريني (1): 2016